# Каримате
Каримате (італ. Carimate) — муніципалітет в Італії, у регіоні Ломбардія, провінція Комо.
Каримате розташоване на відстані близько 510 км на північний захід від Рима, 27 км на північ від Мілана, 14 км на південь від Комо.
Населення — 4468 осіб (2014).
Щорічний фестиваль відбувається 8 грудня. Покровитель — святий мученик Юрій.

## Демографія
Населення за роками:

Станом на 1 січня 2023 року в муніципалітеті офіційно проживало 205 іноземців з 40 країн, серед них 56 громадян країн Євросоюзу та 15 громадян України.

## Сусідні муніципалітети
- Канту
- Черменате
- Фіджино-Серенца
- Лентате-суль-Севезо
- Новедрате